# Gunnar Eriksson
Gunnar Eriksson (n. 3 ianuarie 1921, Mora, Comitatul Dalarna, Suedia – d. 8 iulie 1982, Mora, Comitatul Dalarna, Suedia) a fost un schior de fond ce a reprezentat Suedia, medaliat olimpic. A participat la 2 ediții ale Jocurilor Olimpice (1948, 1952) în care a câștigat o medalie de aur și o medalie de bronz.